# Liste der Automatenmarkt-Chartsongs (1959)
Die Liste der Automatenmarkt-Chartsongs (1959) ist eine vollständige Liste der Chartsongs, die sich im Kalenderjahr 1959 (Januar bis Juni) in der Zeitschrift Automatenmarkt in der Bundesrepublik platzieren konnten. Die Automatenmarkt-Charts entsprechen den US-amerikanischen Jukebox-Charts, die Billboard im Zeitraum von 1944 bis 1957 neben den Best Selling-Verkaufscharts und den Disc Jockey-Charts erhob, bevor diese im August 1958 zu einer einheitlichen Single-Chartliste zusammengeführt wurden. Ab Juli 1959 wurden die Automatenmarkt-Charts durch die Erhebungen der neu herausgegebenen Fachzeitschrift Musikmarkt abgelöst, die im Gegensatz zu ihrem Vorgänger auch Daten zum Tonträger- und Notenverkauf sowie zum Airplay-Einsatz in der Tabellenberechnung berücksichtigte.

## Probleme mit der Quellenlage
Die Berechnungen der monatlichen Charts unterliegen Ungenauigkeiten, die damit zusammenhängen, dass jede Monatsliste aus den vorhandenen Daten der einzelnen Bundesländer zu einem Gesamtergebnis kombiniert wurde. Da nicht jedes Bundesland im Zeitraum von 1954 bis 1959 durchgehend Jukebox-Daten zur Verfügung stellte, mussten die Listen aus den jeweils verfügbaren Länderdaten erstellt werden, was in der Folge zu auffälligen Chartverläufen bestimmter Songs führte.
Nicht abschließend geklärt ist die Frage, ob die Erhebung als Top 30, wie sie beispielsweise das Fachportal Chartssurfer präferiert fachlich korrekt interpretiert ist, da der Automaten-Markt in seinen Printausgaben lediglich die ersten zehn Plätze als Rangfolge angibt und als Anhang eine Aufzählung von jeweils zwanzig Songs präsentiert, die im jeweiligen Monatszeitraum signifikant im Jukebox-Bereich gespielt wurden. Erschwerend kommt hinzu, dass bei den beigefügten Songs nur das verantwortliche Label genannt wird, nicht jedoch der Interpret und die Labelnummer.

## Statistik

### Jahresanteil nach Labeln
| Label      | Anzahl Titel | Interpreten |
| ---------- | ------------ | --- |
| Ariola     | 1            | Dalida, Raymond Lefèvre |
| Brunswick  | 1            | The Kalin Twins, Jack Pleis |
| Capitol    | 1            | Dave Guard, The Kingston Trio |
| Decca      | 1            | Werner Müller, das RIAS-Tanzorchester, Caterina Valente |
| Electrola  | 2            | Friedel Berlipp, Fred Bertelmann, die Hansen Girls, Erwin Lehn, die Nilsen Brothers |
| London     | 2            | Billy Vaughn |
| Metronome  | 1            | Chris Barber's Jazz Band |
| MGM        | 1            | Connie Francis, David Rose |
| Polydor    | 14           | Peter Alexander, Klaus Alzner, Jörg Maria Berg, Melitta Berg, Friedel Berlipp, Hubert Deuringer, Margot Eskens, Johannes Fehring, Silvio Francesco, Freddy, Max Greger, Erwin Halletz, James Brothers, Bert Kaempfert, Peter Kraus, Micky Main, Danny Mann, die Nilsen Brothers, Bill Ramsey, Werner Scharfenberger, Werner Twardy, Caterina Valente, Horst Wende, Erich Werner |
| RCA        | 1            | Pérez Prado |
| Sonet      | 1            | Georgia Gibbs, Hugo Peretti |
| Telefunken | 1            | Arno Flor, Gitta Lind, Christa Williams |

### Deutschsprachige Titel
| Anteil deutschsprachiger Titel | Gesamtzahl Titel | Prozentwert |
| ------------------------------ | ---------------- | ----------- |
| 19                             | 27               | 70,4        |

## Ersteinstiege
Januar

3 Peter Kraus mit dem Orchester Werner Scharfenberger - Sugar-Baby (Foxtrot aus dem Melodie-Constantin-Film "Wenn die Conny mit dem Peter")

4 Die Nilsen Brothers mit Friedel Berlipp (Berry Lipman) & seiner Studio Band - Tom Dooley

7 The Kingston Trio, Arrangement: Dave Guard - Tom Dooley

8 Peter Kraus & Micky Main mit dem Orchester Werner Scharfenberger - Ich möcht' mit dir träumen (Foxtrot aus dem Melodie-Constantin-Film "Wenn die Conny mit dem Peter")

10 Fred Bertelmann & die Hansen Girls mit Erwin Lehn & seinem Orchester - Aber du heißt Pia (Canzone-Fox aus dem Willy Zeyn.Film der Union "Der lachende Vagabund")

Februar

5 Danny Mann (Sybille Pagel) mit Johannes Fehring & seinem Orchester - Hula Hoop

6 Georgia Gibbs with Hugo Peretti & his Orchestra - The Hula Hoop Song

8 Caterina Valente mit dem Tant-Ensemble Hubert Deuringer - Mal sehn, Kapitän (Foxtrot aus dem CCC-Constantin-Film "Hier bin ich, hier bleib' ich")

9 Billy Vaughn & his Orchestra - Blue Hawaii

März

3 Freddy (Freddy Quinn) mit dem Tanzensemble Bert Kaempfert - Die Gitarre und das Meer (Beguine auch dem gleichnamigen Melodie-UFA-Film)

6 Margot Eskens & Silvio Francesco mit dem Orchester Erich Werner - Mondscheinpartie (seit gestern abend)

8 Peter Alexander mit dem Orchester Erich Werner - Mandolinen im Mondschein (Mandolines in the Moonlight)

9 Bill Ramsey mit dem Orchester Werner Twardy - Wumba-Tumba Schokoladeneisverkäufer (Purple People Eater)

10 Die James Brothers mit dem Orchester Max Greger, Arrangement: Klaus Alzner (Claudius Alzner) - Die jungen Jahre (Endless Sleep)

April

8 Caterina Valente mit Werner Müller & dem RIAS-Tanzorchester - Tschau Tschau Bambina...! (Ciao, ciao, Bambina...!)

9 Chris Barber's Jazz Band - Petite fleur

10 Connie Francis with David Rose & his Orchestra - My Happiness

Mai

5 Melitta Berg mit Horst Wende & seinen Tanzsolisten - Nur du, du, du allein (To Know Him Is To Love Him)

6 Dalida mit Raymond Lefèvre & seinem Orchester - Am Tag, als der Regen kam (Regenballade)

9 Danny Mann (Sybilla Pagel) & Peter Kraus mit Johannes Fehring & seinem Orchester - Du passt so gut zu mir (I Like Your Kind of Love)

Juni

9 Gitta Lind & Christa Williams mit Arno Flor & seinem Tanzorchester - My Happiness (Immer will ich treu dir sein)

10 Peter Kraus mit dem Orchester Erwin Halletz - Kitty-Cat (Foxtrot aus dem Divina-Melodie-Gloria-Film "Alle lieben Peter")

## Tabelle (Singles)
| Interpret                                                                  | Titel Autor(en) | Charteinstieg | Monate | HP | Labelnummer                               | Bemerkungen |
| -------------------------------------------------------------------------- | --- | ------------- | ------ | -- | ----------------------------------------- | --- |
| Peter Alexander mit dem Orchester Erich Werner                             | Mandolinen und Mondschein (Mandolins in the Moonlight) George David Weiss, Aaron Schroeder, Jonny Bartels                                               | 01.03.1959    | 4      | 3  | Polydor 23 870                            | Deutschsprachige Version des US-Originals Mandolins in the Moonlight von Perry Como. Hinter dem Pseudonym Johnny Bartels verbirgt sich Kurt Feltz. |
| Jörg Maria Berg mit Johannes Fehring & seinem Orchester                    | Patricia Pérez Prado, Hans Fritz Beckmann | 01.12.1958    | 1      | 9  | Polydor 23 821                            | Deutschsprachige Textversion des gleichnamigen Originalstückes von Pérez Prado. |
| Melitta Berg mit Horst Wende & seinem Tanzsolisten                         | Nur du, du, du allein (To Know Him Is to Love Him) Phil Spector, Joachim Relin                                                                          | 01.05.1959    | 2      | 3  | Polydor 23 913                            | Deutschsprachige Textversion des Hits To Know Him Is to Love Him der US-Popband the Teddy Bears, in der der spätere Musikproduzent Phil Spector selbst als Backgroundsänger und Gitarrist tätig war. Die Single erreichte 1958 Platz 1 der Billboard-Verkaufscharts sowie jeweils Platz 1 der Country- & R&B-Charts. |
| Fred Bertelmann & die Hansen Girls mit Erwin Lehn & seinem Orchester       | Aber du heißt Pia (Canzone-Fox aus dem Willy Zeyn-Film der Union "Der lachende Vagabund") Charly Niessen, Peter Ström                                   | 01.01.1959    | 1      | 10 | Electrola 45-EG 8845 / Electrola E 20 969 | Originalversion aus der Schlagerkomödie Der lachende Vagabund (1958) von Thomas Engel. |
| Chris Barber's Jazz Band                                                   | Petite fleur Sidney Bechet | 01.04.1959    | 3      | 5  | Metronome B 45-1167                       | Petite fleur ist ein 1952 von dem US-amerikanischen, in den letzten Jahren seiner Karriere in Paris tätigen Saxophonisten und Klarinettisten Sidney Bechet (1897–1959) komponierter Jazzstandard. Der britische Bandleader Chris Barber (1930–2021) nahm den Titel 1955 in sein Repertoire auf und veröffentlichte mehrere Versionen, von denen die 1958 aufgenommene Variante (an der Barber instrumentalisch nicht beteiligt war), die aus dem Album Chris Barber Plays (Volume 3) ausgekoppelt wurde, zu einem großen Verkaufserfolg in Europa und den Vereinigten Staaten wurde und 1959 Platz zwei der neu etablierten deutschen Musikmarkt-Charts sowie Platz 3 in den britischen und Platz 5 in den Billboard-Singlecharts erreichte. |
| Dalida mit Raymond Lefèvre & seinem Orchester                              | Am Tag, als der Regen kam (Regenballade) Gilbert Bécaud, Pierre Delanoë, Ernst Bader                                                                    | 01.05.1959    | 2      | 2  | Ariola 35 686 A                           | Deutschsprachige Version des 1957 veröffentlichten französischen Chansons Le jour où la pluie viendra aus der Feder von Gilbert Bécaud und Pierre Delanoë. |
| Margot Eskens & Silvio Francesco mit dem Orchester Erich Werner            | Mondscheinpartie (seit gestern abend...) Al Hoffman, Dick Manning, Jonny Bartels                                                                        | 01.03.1959    | 1      | 6  | Polydor 23 867                            | Deutschsprachige Version des Originalsongs Moon Talk von Perry Como. |
| Connie Francis with David Rose & his Orchestra                             | My Happiness Betty Peterson Blasco, Borney Bergantine                                                                                                   | 01.04.1959    | 2      | 8  | MGM 61 001                                | My Happiness, der seine Ursprünge in einer 1933 komponierten Melodie hat, wurde 1948 durch verschiedene Versionen u. a. der Pied Pipers und Ella Fitzgerald bekannt. Die Version von Connie Francis erreichte Platz 2 der Billboard-Verkaufscharts. |
| Freddy mit dem Tanzorchester Bert Kaempfert                                | Die Gitarre und das Meer (Beguine aus dem gleichnamigen Melodie-UFA-Film) Lotar Olias, Aldo von Pinelli                                                 | 01.03.1959    | 4      | 1  | Polydor 23 881                            | Originalversion aus der Musikfilm Freddy, die Gitarre und das Meer (1959) von Wolfgang Schleif. Der legendäre Song über den unglücklichen Seemann Jimmy Brown, der seine geliebte Juanita an einen anderen Mann verliert, und dem nur noch "die Gitarre und das Meer" bleibt, hielt sich insgesamt vier Monate an der Spitze der Automatenmarkt- sowie der nachfolgenden Musikmarkt-Charts, wurde mit Platin ausgezeichnet und gewann den Goldenen Löwen von Radio Luxemburg sowie die Bravo-Jahresrangliste 1959. Der Film wurde bei der Bambi-Verleihung 1960 als wirtschaftlich erfolgreichster deutscher Film ausgezeichnet. |
| Georgia Gibbs with Hugo Peretti & his Orchestra                            | The Hula Hoop Song Carl Maduri, Donna Kohler | 01.02.1959    | 1      | 6  | Sonet T 7035                              | Der Song ist Ausdruck der 1958 in den Vereinigten Staaten aufgekommenen Hula-Hoop-Welle, die sich im gleichen Jahr auch in Deutschland ausbreitete. |
| Die James Brothers mit dem Orchester Max Greger, Arrangement: Klaus Alzner | Die jungen Jahre (Endless Sleep) Jody Reynolds, Dolores Nance, Hans Bradtker                                                                            | 01.03.1959    | 1      | 10 | Polydor 23 855                            | Deutschsprachige Version des US-Hits Endless Sleep von Jody Reynolds. Das Original, das in seinem melancholisch-düsteren Text einen Teenager besingt, dessen Freundin nach einem Streit spurlos verschwindet, inspirierte in den Vereinigten Staaten den bis in die Mitte der 1960er Jahre reichenden Pop-Trend des Teenage Tragedy Songs und erreichte Platz 7 der Billboard Hot 100. Die Version der James Brothers verzichtet auf hintergründige Inhalte und lässt einen Teenager seine Freundin bitten, die "jungen Jahre" mit ihm zu nutzen. |
| Die James Brothers mit dem Orchester Werner Scharfenberger                 | When (Wenn) Jack Reardon, Paul Evans, Hilla May, Carl Ulrich Blecher                                                                                    | 01.12.1958    | 1      | 6  | Polydor 23 819                            | Deutschsprachige Version des US-Hits When von den Kalin Twins. Die James Brothers waren ein Zusammenschluss der beiden österreichischen Schlagerstars Peter Kraus und Jörg Maria Berg, die neben ihren erfolgreichen Solo-Karrieren bis 1961 auch als Duo mehrere Charterfolge erringen konnten. |
| The Kalin Twins with Jack Pleis & his Orchestra                            | When Jack Reardon, Paul Evans | 01.11.1958    | 1      | 5  | Brunswick 12 135                          | When, der größte kommerzielle Erfolg der Kalin Twins, erreichte die Spitze der britischen Charts sowie der US-amerikanischen R&B-Charts. Der Song erfuhr mehrere Cover-Versionen, von denen die Softpop-Umsetzung von John Kincade aus dem Jahr 1974 sowie die Rockabilly-Variante der britischen Partyband Showaddywaddy von 1977 länderübergreifend hohe Chartpositionen errangen. |
| The Kingston Trio, Arrangement: Dave Guard                                 | Tom Dooley Traditional | 01.01.1959    | 5      | 1  | Capitol F-4049                            | Tom Dooley basiert auf dem historischen Fall des ehemaligen Konföderiertensoldaten Tom Dula (1844–1868), der in einem Indizienprozess für den Mord an seiner Freundin Laura zum Tode verurteilt und 1868 gehängt wurde. Der Fall wurde bereits kurz danach in einigen Gedichten verarbeitet, aus denen auch die später legendäre Zeile hang down your head, Tom Dula stammt. Nach einer 1929 veröffentlichten Country-Version, in der der Name Dula mundartlich in Dooley verändert wurde, gelangte Tom Dooley in den Fokus der Folklore-Musikforscher Anne und Frank Warner, die ihren Kollegen Alan Lomax dazu bewegten, den Song in das Standardwerk Folk Song: U.S.A. aufzunehmen und damit für allgemeinen Bekanntheitsgrad in den Vereinigten Staaten sorgte. Der Erfolg der Version des Kingston Trios, die in Deutschland und den Vereinigten Staaten die Chartspitze errang, ließ den Song zu einem Evergreen werde, der bis heute Cover-Versionen erfährt und bereits 1959 in der Filmumsetzung Keine Gnade für Tom Dooley (1959) von Ted Post vermarktet wurde, in der Michael Landon die Hauptrolle spielte. |
| Peter Kraus mit dem Orchester Erwin Halletz                                | Kitty Cat (Foxtrot aus dem Divina-Melodie-Gloria-Film "Alle lieben Peter") Erwin Halletz, Aldo von Pinelli, Hans Bradtke                                | 01.06.1959    | 1      | 10 | Polydor 23 957                            | Originalversion aus der Musikkomödie Alle lieben Peter (1959) von Wolfgang Becker. |
| Peter Kraus mit dem Orchester Werner Scharfenberger                        | Sugar-Baby (Foxtrot aus dem Melodie-Constantin-Film "Wenn die Conny mit dem Peter") Werner Scharfenberger, Fini Busch, Aldo von Pinelli                 | 01.01.1959    | 4      | 2  | Polydor 23 844                            | Originalversion aus der Musikkomödie Wenn die Conny mit dem Peter (1958) von Fritz Umgelter. |
| Peter Kraus & Micky Main mit dem Orchester Werner Scharfenberger           | Ich möcht' mit dir träumen (Foxtrot aus dem Melodie-Constantin-Film "Wenn die Conny mit dem Peter") Werner Scharfenberger, Fini Busch, Aldo von Pinelli | 01.01.1959    | 2      | 8  | Polydor 23 851                            | Version des Songs aus der Musikkomödie Wenn die Conny mit dem Peter. Da Conny Froboess aus vertragsrechtlichen Gründen untersagt war, die Single gemeinsam mit Peter Kraus herauszubringen, sprang als Ersatz die sechzehnjährige Wiener Schülerin Johanna Svolanek ein, die unter den Pseudonym Micky Main noch mehrere Duette und Solo-Singles aufnahm. |
| Gitta Lind & Christa Williams mit Arno Flor & seinem Orchester             | My Happiness (Immer will ich treu dir sein) Borney Bergantine, Peter Göhler, Dieter Rasch, Nicola Wilke                                                 | 01.06.1959    | 1      | 9  | Telefunken U 55 137                       | Deutschsprachige Version des Connie Francis-Hits My Happiness. Hinter den Pseudonymen Dieter Rasch und Nicola Wilke stehen Ralf Arnie und Lale Andersen. |
| Danny Mann mit Johannes Fehring & seinem Orchester                         | Hula Hoop Donna Kohler, Carl Maduri, Hans Bradtke | 01.02.1959    | 1      | 5  | Polydor 23 859                            | Deutschsprachige Version des US-Hits Hula Hoop Song von Georgia Gibbs. Danny Mann, später auch Dany Mann war ein Pseudonym der Schlager- und Jazzsängerin Sybille Pagel. |
| Danny Mann & Peter Kraus mit Johannes Fehring & seinem Orchester           | Du passt so gut zu mir (I Like Your Kind of Love) Melvin Endsley, Ralph Maria Siegel                                                                    | 01.05.1959    | 2      | 7  | Polydor 23 904                            | Deutschsprachige Version des US-Hits I Like Your Kind of Love von Andy Williams aus dem Jahr 1957. |
| Die Nilsen Brothers mit Friedel Berlipp & seiner Studio Band               | Tom Dooley Traditional, Arno Gillo | 01.01.1959    | 5      | 1  | Electrola 45-EG 8880 / Electrola E 21 053 | Deutschsprachige Version des Nr.1-Hits Tom Dooley, der wie das Original des Kingston Trio die Spitze der deutschen Charts erreichte. Die Nilsen Brothers verleihen dem melancholischen Traditional eine gesunde Portion Humor, was sich in der Übersetzung des Refrains zeigt: Alles vorbei, Tom Dooley - noch vor dem Morgenrot ist es geschehn, Tom Dooley - morgen, dann bist du tot. |
| Pérez Prado & his Orchestra                                                | Patricia Pérez Prado | 01.09.1958    | 2      | 2  | RCA 47-7245                               | Das Instrumentalstück Patricia erreichte 1958 die Spitze der Billboard Top 100-Charts und wird bis heute in verschiedenen Film- und TV-Formaten eingesetzt. |
| Bill Ramsey mit dem Orchester Werner Twardy                                | Wumba-Tumba Schokoladeneisverkäufer (Purple People Eater) Sheb Wooley, Kurt Feltz                                                                       | 01.03.1959    | 3      | 4  | Polydor 23 883                            | Deutschsprachige Version des US-Comedy-Hits The Purple People Eater von Sheb Wooley, der 1958 sechs Wochen die Spitze der Billboard-Verkaufscharts anführte. Der besungene Purple People Eater (lila Menschenfresser) ist ein einäugiger gehörnter fliegender Außerirdischer, der auf der Erde landet, um in einer Rock'n'Roll-Band zu spielen. Die deutsche Text übernimmt den Inhalt, entschärft jedoch das Monster zum Wumba-Tumba Eisverkäufer und unterschlägt, dass es, wie im Original, "lila Leute" zum Fressen gern hat. |
| Caterina Valente mit dem Tanz-Ensemble Hubert Deuringer                    | Mal sehn, Kapitän (Foxtrot aus dem CCC-Constantin-Film "Hier bin ich, hier bleib' ich") Heinz Gietz, Kurt Feltz                                         | 01.02.1959    | 1      | 8  | Polydor 23 850                            | Originalversion aus der Musikkomödie Hier bin ich – hier bleib ich (1959) von Werner Jacobs. |
| Caterina Valente mit Werner Müller & dem RIAS-Tanzorchester                | Tschau Tschau Bambina...! (Ciao, ciao, Bambina...!) Domenico Modugno, Dino Verde, Glando                                                                | 01.04.1959    | 3      | 2  | Decca D 18 935                            | Deutschsprachige Version des italienischen Originals Ciao, ciao, Bambina...! von Domenico Modugno. Modugno gewann mit dem Titel das Sanremo-Festival 1959 und erreichte beim Eurovision Song Contest 1959 den sechsten Platz. |
| Billy Vaughn & his Orchestra                                               | Blue Hawaii Leo Robin, Ralph Rainger | 01.02.1959    | 3      | 5  | London DL 20 217                          | Blue Hawaii ist ursprünglich ein Filmsong, der 1937 für die Musicalkomödie Waikiki Wedding (1937) von Frank Tuttle geschrieben und von Bing Crosby präsentiert wurde. |
| Billy Vaughn & his Orchestra                                               | La Paloma Sebastián de Yradier, Billy Vaughn | 01.10.1958    | 3      | 1  | London DL 20 188                          | La Paloma, eine 1863 entstandene Liedkomposition aus der Feder des spanischen Komponisten Sebastián de Yradier (1809–1865), die einen bedeutsamen historischen Einsatz im Kampf Mexikos gegen imperialistische europäische Kolonialbestrebungen im Jahr 1867 hatte, erhielt Ende es 19. Jahrhunderts den deutschen Text, der das ursprüngliche Revolutionslied zu einem Seemannslied umdichtete. Die bekannteste Version wurde 1944 von Hans Albers für den Film Große Freiheit Nr. 7 (1944) von Helmut Käutner aufgenommen. Seit Kriegsende gehört La Paloma international zu den am häufigsten gecoverten Liedklassikern, der bis heute einen breiten Einsatz in TV- und Filmproduktionen genießt und neben der Jazzvariante von Billy Vaughn 1961 als Seemannsschlager von Freddy Quinn und 1973 in einer weiteren Schlagervariante von Mireille Mathieu den ersten Platz der deutschen Single-Charts erreichte. |

### Weitere Songs
In diesem Abschnitt werden die Songs aufgelistet, die in den Automatenmarkt-Ausgaben von Januar bis Juni 1959 ohne offizielle Chartplatzierungen in den monatlichen Tabellen aufgeführt waren.
- Peter Alexander mit dem Orchester Erich Werner - Lass mich nie, nie, nie mehr allein (Foxtrot aus dem Film "Schlag auf Schlag") (Polydor 23 870)
- Paul Anka, arranged & conducted by Don Costa - Put Your Head on My Shoulder (Columbia C 21 294 / Columbia 45-DW 5748)
- Frankie Avalon with Peter De Angelis & his Orchestra & Chorus - Venus (Polydor 66 913)
- Ralf Bendix & die Hansen Boys mit Friedel Berlipp & seinem Orchester - Come prima (Electrola 45-EG 8863)
- Die Blauen Jungs mit dem Orchester Werner Scharfenberger - Einmal die Ferne seh'n (Walzer aus dem Seitz-Constantin-Film "Mein Schatz ist aus Tirol") (Polydor 23 745)
- Die Blauen Jungs mit dem Orchester Werner Scharfenberger - Stern von Montana (abends an den Feuern) (Polydor 23 910)
- Caterina (Caterina Valente) & Silvio (Silvio Francesco) mit Werner Müller & dem RIAS-Tanzorchester - Rote Rosen werden blüh'n (Passion Flower) (Decca D 18 036)
- Charlie & Co. - Schönes Mädchen vom Rio Negro (Polydor 23 873)
- The Coasters - Charlie Brown (London DL 20 231)
- Perry Como & the Ray Charles Singers with Mitchell Ayres & his Orchestra, Arrangement: Joe Reisman - Mandolins in the Moonlight (RCA 47-7353)
- Conny (Conny Froboess) & die Erwin Lehn All-Stars - Hey Boys  - How Do You Do? (man sagt je t'aime) (Foxtrott aus dem Melodie-Film der Constantin "Wenn die Conny mit dem Peter") (Electrola E 21 047 / Electrola 45-EG 8875)
- Conny (Conny Froboess) & die Erwin Lehn All-Stars - Jolly Joker (Latin Rock aus dem Melodie-Film der Constantin "Wenn die Conny mit dem Peter (Teenager-Melody)") (Electrola E 21 047 / Electrola 45-EG 8875)
- Conny (Conny Froboess), Will Brandes & die Hansen Boys & Girls (das Hansen Quartett) mit Erwin Lehn & seinem Südfunk-Tanzorchester - (Latin Rock aus dem Melodie-Film der Constantin "Wenn die Conny mit dem Peter (Teenager-Melody)") (Electrola E 21 052 / Electrola 45-EG 8879)
- Angèle Durand & die Hansen Boys & Girls (das Hansen-Quartett) mit Friedel Berlipp (Berry Lipman) & seiner Studio Band - Hula Hop (Hop-a-Hula) (Electrola 45-EG 8874 / Electrola E 21 045)
- Margot Eskens & Silvio Francesco mit Adalbert Luczkowski & seinem Orchester - Du bist mir lieber als die andern (Polydor 23 799)
- Freddy (Freddy Quinn) mit Bert Kaempfert & seinem Tanz-Ensemble - Ich bin bald wieder hier (Rock-Fox aus dem Divina-Gloria-Film "Heimatlos") (Polydor 23 781)
- Earl Grant with Charles "Bud" Dant & his Orchestra & Chorus - The End (Jeder Tag geht zu Ende) (Brunswick 12 163)
- Max Greger & sein Orchester - Singing Hills (Polydor 23 865)
- Nana Gualdi mit Begleitorchester, Arrangement: Charles Nowa - Junge Leute brauchen Liebe (Everybody Loves a Lover) (Philips 345 070 PF)
- Das Hazy Osterwald-Sextett - Rebel-'Rouser (Heliodor 45 0260)
- Joe "Mr. Piano' Henderson with Bill Shepherd & his Music & The Beryl Stott Chorus - Trudie (Metronome B 45-1199)
- Ted Herold mit dem Orchester Johannes Fehring - Dein kleiner Bruder (Little Brother) (Polydor 23 938)
- Ted Herold mit dem Orchester Johannes Fehring - Hula Rock (Roll, Rock'n Roll That Hula Hoop) (Polydor 23 895)
- Die Honey Twins mit dem Orchester Max Greger - Charly Brown (Polydor 24 028)
- Chris Howland mit Friedel Berlipp & seiner Band - Das hab ich in Paris gelernt (Columbia C 21 095 / Columbia 45-DW 5699)
- Die James Brothers mit dem Orchester Max Greger, Arrangement: Klaus Alzner - Wenn du heute ausgehst (Polydor 23 855)
- Tommy Kent mit Horst Wende & seinen Tanzsolisten - Susie Darlin (One More Sunrise) (Polydor 23 853)
- Das Orchester Jonny Kern - Nick-Nack-Song (the Children's Marching Song) (Heliodor 45 0310)
- Peter Kraus mit Werner Müller & seinem Orchester - Hula-Baby (Hula Love) (One More Sunrise) (Polydor 23 722)
- Peter Kraus mit dem Orchester Werner Scharfenberger - Mit siebzehn (Foxtrot aus dem Mundus Kurt Ullrich-Film "Immer die Radfahrer") (Polydor 23 744)
- Peter Kraus & Micky Main mit dem Orchester Werner Scharfenberger - Teenager-Melodie (Foxtrot aus dem gleichnamigen Melodie-Constantin-Film) (Polydor 23 837)
- Lolita mit dem Orchester Werner Scharfenberger - Cheerio (Polydor 23 880)
- Vera Lynn mit Addy Adrigo (Arno Flor) & seinem Orchester - Sweetheart, My Darling, My Dear (Decca D 18 882)
- Danny Mann mit dem Orchester Johannes Fehring - Verlass' mich nie (Forget Me Not) (Polydor 23 860)
- Domenico Modugno con William Galassini e la sua orchestra, all' organo Hammond: Mario Migliardi - Piove (Ciao ciao Bambina) (Polydor 66 908)
- The Platters - Smoke Gets in Your Eyes (Mercury R 21 142 / Mercury ME 71 383)
- Ivo Robić & die Song-Masters - Morgen (One More Sunrise) (Polydor 23 923)
- Das Rodgers-Duo mit Rudi Bohn & seinem Orchester - Die schwarze Rose von Oran (Decca D 18 785)
- Tony Sandler & die Ping-Pongs mit dem Tanzorchester Hans-Georg Arlt - Susie Darlin' (Ariola 35 704 A)
- The Teddy Bears - To Know Him, Is to Love Him (London DL 20 207)
- Tom & Tommy mit Horst Wende & seinen Tanzsolisten - Eine Handvoll Heimaterde (Polydor 23 978)
- Vico Torriani, die Sunnies & die Coronels mit Willy Mattes & seinem Tanzorchester - Schön und kaffeebraun (Technique) (Decca D 18 303)
- Trio San José - Ave Maria no morro (Columbia C 20 378 / Columbia 45-DW 5615)
- Ritchie Valens - Donna (Polydor 66 910)
- Caterina Valente mit Werner Müller & dem RIAS-Tanzorchester - La strada del amore (Decca D 18 960)
- Caterina Valente mit dem Orchester Erich Werner - Haiti Cherie (mein schönstes Lied) (Polydor 23 886)
- Billy Vaughn & his Orchestra - Aloha Oe (London DL 20 254)
- Billy Vaughn & his Orchestra - Cimarron (Roll on) (London DL 20 200)